# 独水河
独水河，是中国长江流域的一条河流，汇入清水江，属于乌江水系。河长102千米，流域面积2248平方千米，多年平均流量42立方米每秒。自然落差353米。水能理论蕴藏量2万千瓦。